# James Patrick Dunne
Pour les articles homonymes, voir Dunne.
James Patrick Dunne est un compositeur, producteur, scénariste et acteur.

## Filmographie

### comme Compositeur
- 1952 : Haine et Passion ("The Guiding Light") (série télévisée)
- 1956 : As the World Turns (série télévisée)
- 1964 : Another World (série télévisée)
- 1974 : Les Jours heureux ("Happy Days") (série télévisée)
- 1978 : Fame (TV)
- 1984 : Santa Barbara ("Santa Barbara") (série télévisée)
- 1985 : No Greater Gift (TV)
- 1993 : The Last Shot (TV)
- 1996 : Bedtime (série télévisée)
- 1996 : Escroc malgré lui (Dear God)

### comme Producteur
- 1974 : Les Jours heureux ("Happy Days") (série télévisée)
- 1983 : Littleshots (TV)

### comme Acteur
- 1990 : Pretty Woman de Garry Marshall : Lounge Pianist